# Cerkiew Przemienienia Pańskiego w Czeczersku
Cerkiew Przemienienia Pańskiego – prawosławna cerkiew parafialna w Czeczersku, w dekanacie czeczerskim eparchii homelskiej Egzarchatu Białoruskiego Rosyjskiego Kościoła Prawosławnego.

## Historia
Cerkiew została wzniesiona pod koniec XVIII w. na polecenie hrabiego Zachara Czernyszewa razem z dwiema innymi świątyniami prawosławnymi. W końcu XIX w. nie była to świątynia parafialna, lecz filialna. W 1897 opisywano ją jako zapuszczoną, „przeciętnie wyposażoną”, podkreślano również, że nabożeństwa w niej odbywały się rzadko.
Cerkiew Przemienienia Pańskiego jest jedyną chrześcijańską zabytkową budowlą sakralną w Czeczersku, która przetrwała okres radziecki – zniszczono w tym okresie dwie prawosławne cerkwie oraz kaplicę cmentarną oraz katolicki kościół Świętej Trójcy. Cerkiew Przemienienia Pańskiego została po rewolucji październikowej zamknięta. Zwrócono ją wiernym w 1946, jednak jeszcze przez 7 lat w budowli mieścił się magazyn. Od tego czasu obiekt nieprzerwanie pełni funkcje sakralne.

## Architektura
Świątynia została wzniesiona w stylu klasycystycznym. Ma formę dwukondygnacyjnej rotundy o średnicy piętnastu metrów, zwieńczona polisferyczną kopułą. Wejście do budynku prowadzi przez prostokątny przedsionek z frontonem i ośmioboczną dzwonnicą zwieńczoną kopułą. Cerkiew zdobiona jest rzędem pilastrów o jońskich głowicach, w dolnych partiach – półkolistymi niszami, ponad którymi znajdują się kwadratowe okna, a pomiędzy nimi płyciny. 
W 1882 w obiekcie znajdowały się obrazy Zaśnięcia Matki Bożej i Wniebowstąpienia Pańskiego, które na polecenie fundatora świątyni namalował goszczący w Czeczersku włoski malarz. Hrabia Czernyszew ufundował również dla świątyni srebrne naczynia liturgiczne i szaty liturgiczne. Na wyposażeniu świątyni pozostaje ponadto starsza, XVII-wieczna ikona Zstąpienia do Otchłani, pierwotnie znajdująca się w cerkwi Zmartwychwstania Pańskiego w Czeczersku.